# HAT-P-44
HAT-P-44, TOI-1841 — одиночная звезда в созвездии Волопаса на расстоянии около 1136 световых лет (около 348 парсек) от Солнца. Видимая звёздная величина звезды — +13,203m. Возраст звезды определён как около 8,9 млрд лет.
Вокруг звезды обращается, как минимум, две планеты.

## Характеристики
HAT-P-44 — жёлтый карлик спектрального класса G8. Масса — около 0,942 солнечной, радиус — около 0,949 солнечного, светимость — около 0,636 солнечной. Эффективная температура — около 5295 K.

## Планетная система
В 2013 году командой астрономов, работающих в рамках проекта HATNet, было объявлено об открытии планет HAT-P-44 b и HAT-P-44 c. HAT-P-44 b представляет собой газовый гигант, обращающийся очень близко к родительской звезде, с массой и радиусом, равными 0,39 и 1,28 юпитерианских соответственно. HAT-P-44 c имеет массу 1,6 массы Юпитера и находится на расстоянии 0,699 а.е. от родительской звезды, совершая оборот вокруг неё почти за 220 суток. Открытие было совершено транзитным методом.